# Cabaña de sudar

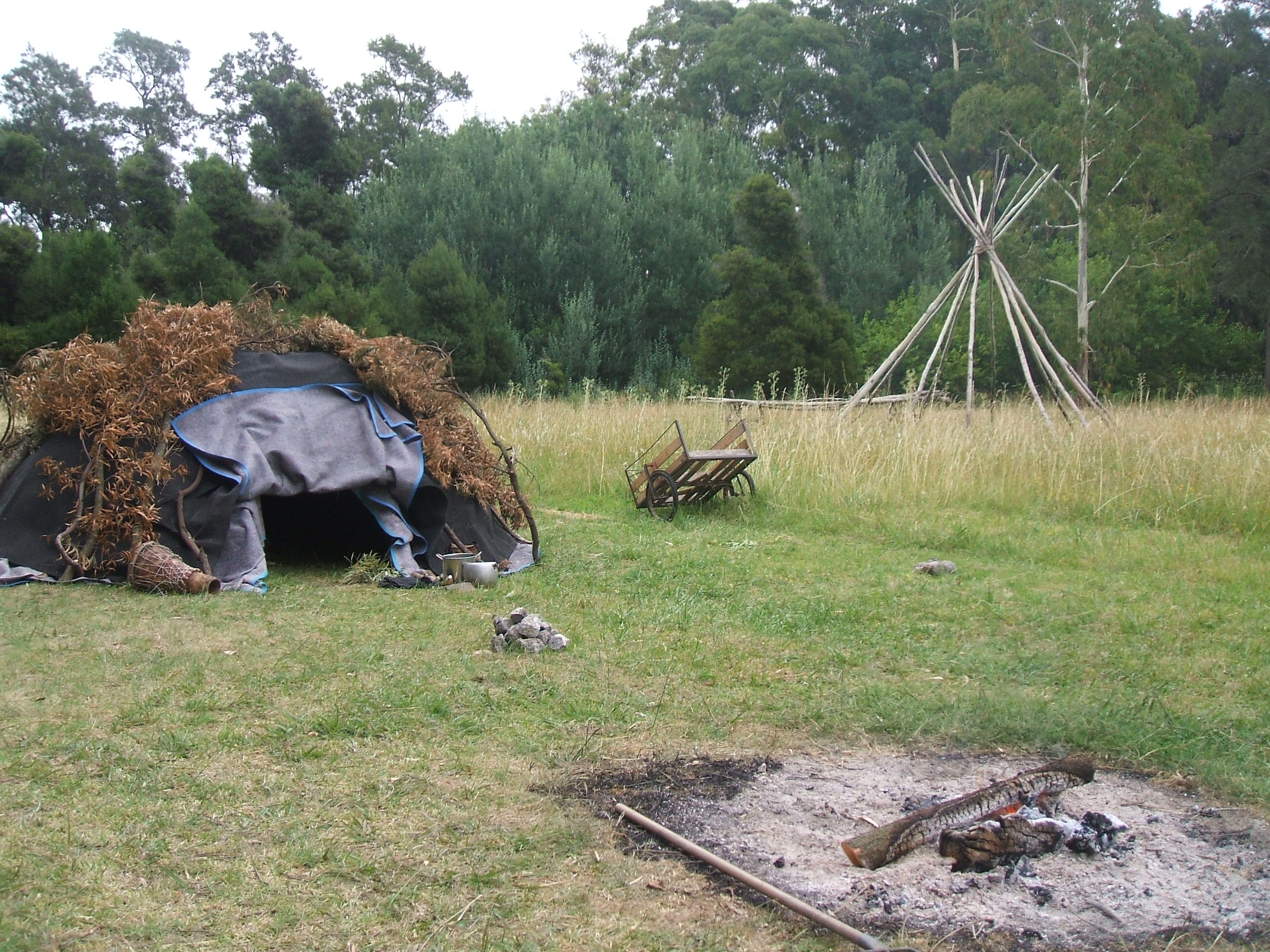
Cabaña de sudar.

Una cabaña de sudar (también llamada ceremonia de purificación, casa de sudar, cabaña de medicina, casa de medicina, o simplemente sudor) es una sauna ceremonial así como un evento importante en algunas de las Naciones Originarias de Canadá o en los Pueblos nativos de los Estados Unidos. Hay varios estilos de cabañas de sudar que incluyen una choza abovedada o rectangular similar a un Wigwam, o incluso un simple agujero excavado en el suelo y cubierto con tablones o troncos de árboles. Normalmente una serie de piedras son calentadas en un fuego exterior y luego ubicadas en un hoyo central en el suelo.